# Alan Ross Anderson
Alan Ross Anderson (1925-1973), fue un lógico estadounidense y profesor de filosofía en las universidades de Yale y Pittsburgh en los Estados Unidos de América. Realizó frecuentemente colaboraciones con Nuel Belnap, realizó importantes aportes y fue pieza clave en el desarrollo de la lógica relevante y la lógica deóntica. Murió de cáncer en 1973.

## Lógica relevante
Anderson creía que la conclusión de una inferencia válida debe tener algo que ver con (es decir, ser relevante para). Formalmente, se apoderó de esta "condición relevante" con el principio de que A implica B sólo si A y B comparten al menos una no-lógica constante.
Tan simple como parece esta idea, su implementación en un sistema formal requiere un cambio radical en la semántica de la lógica clásica. Anderson y Belnap (con contribuciones de J. Michael Dunn, Bellas Kit, Alasdair Urquhart, Robert K. Meyer, Anil Gupta (lógico), y otros) exploró las consecuencias formales de la condición de relevancia con gran detalle en sus libros de implicación influyente (ver referencias más abajo), que son las obras más citadas en el campo de la lógica relevante.
Anderson y Belnap se apresuraron a señalar que el concepto de pertinencia había sido fundamental para la lógica desde Aristóteles, pero había sido demasiado descuidado desde Gottlob Frege y George Boole, sentó las bases para lo que vendría a ser conocido, un tanto irónicamente, como lógica "clásica".

## Lógica deóntica
Anderson defendió la idea de que las sentencias de la forma "Debería ser (el caso) que un" debe ser interpretado lógicamente como: -A no implica v, donde v significa algo así como una norma ha sido violada. Desarrolló sistemas de lógica deóntica teniendo V una relevancia especial para ese propósito. Estos sistemas a veces se han caracterizado como "reducciones" de la lógica deóntica a la lógica modal, esto es engañoso ya que la lógica modal en general no contiene nada de relevancia la variante V de Anderson.

## Filosofía de la lógica
Anderson era conocido por ser realista acerca de la lógica, que creía en "En una sola lógica verdadera", y creía que se trataba de la lógica relevante.